# Rottenburg (Adelsgeschlecht)

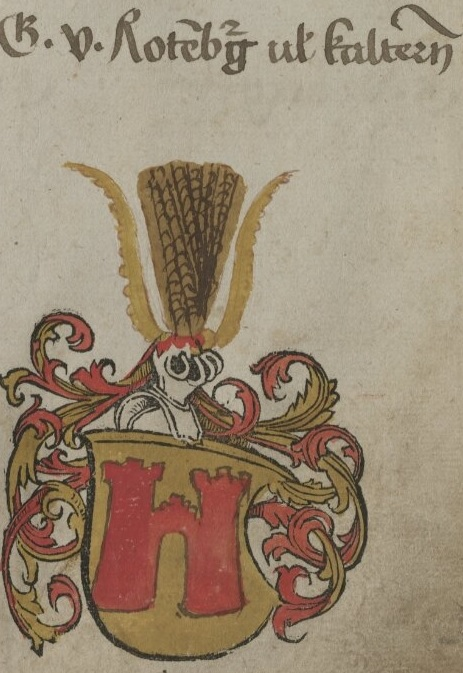
Wappen

Rottenburg (auch Rottenburger) ist der Name eines Tiroler Adelsgeschlechts, deren Stammsitz sich im unteren Inntal befand. Die Burg Rottenburg oberhalb von Buch in Tirol ist heute eine vollständige Ruine. Ihre Ländereien dort erstreckten sich vom Aschbach in Volders bis zum Ziller. Eine weitere Besitzung der Adelsfamilie war die Burg Alt-Rettenberg, die 1492 für die Errichtung der Burg Neu-Rettenberg abgetragen wurde.

## Geschichte
Durch eine lange Reihe hindurch trugen die erstgeborenen Söhne dieser Familie den Leitnamen Heinrich, was die Erstellung einer exakten Genealogie erschwert. Dank einer erfolgreichen Familienpolitik verstanden es die Rottenburger, sich über das Inntal auszubreiten und auch im Eisacktal, im Bozner Raum, im Überetsch, Südtiroler Unterland und im Hochstift Trient Besitzungen zu erwerben. So erwarb ein Heinrich von Rottenburg 1312 die Burg in Entiklar mit zugehöriger Gerichtsbarkeit und 1348 zusätzlich die dortige Propstei. 1404 stiftete Heinrich VI. von Rottenburg ein Hospital in Kaltern, in der Nähe seiner dortigen, heute weitgehend verbauten Burganlage (Rottenburger Platz).
Im Verlauf des 14. Jahrhunderts erlangten die Rottenburger in der Grafschaft Tirol hohe politische Bedeutung und stellten den Hofmeister auf Schloss Tirol sowie den Hauptmann an der Etsch und des Bistums Trient („Hainrich von Rotenburg, hofmaister auf Tirol vnd haubtman an der Etsch vnd des pistumbs ze Triende“). Auch die Burg Friedberg im Bezirk Innsbruck gehörte zu den Besitzungen Heinrichs von Rottenburg. Im Jahr 1407 kam es zu einem Bruch zwischen Graf Heinrich VI. und dem Landesfürsten Herzog Friedrich von Tirol, in dessen Folge Heinrich 1411 die Burganlagen an Friedrich abtreten musste. Das Geschlecht der Rottenburger erlosch im April/Mai 1411 mit dem Tod Heinrichs, der als letzter männlicher Erbe eine Tochter Barbara hinterließ, die Breo (auch Bero I.) von Rechberg ehelichte.
Die Grafen Heinrich I. und Heinrich II. von Rottenburg und ihre Familien spielen als Dienstgeber der Heiligen Notburga in deren Legenden eine wichtige Rolle. Um Graf Heinrich VI. von Rottenburg, einen politischen Gegner des Herzogs Friedrich IV. von Österreich, bildeten sich einige Legenden und Sagen vor dem Hintergrund des für das Spätmittelalter charakteristischen Konflikts Adel contra Landesfürst.

## Wichtige Familienmitglieder
- Heinrich von Rottenburg der Ältere (* ?; † ?): Hofmeister der Grafen von Tirol; vollzog 1298 für seine zwei Gemahlinnen Ottilia und Margareth Stiftungen an Rupert von Thaur, dem Günstling der Grafen von Tirol.[8]
- Heinrich von Rottenburg der Jüngere (* ?; † ?): erwarb Burg, Gericht und Propstei in Entiklar und tätigte 1313 eine weitere Stiftung an Rupert von Thaur.[9]
- Heinrich V. von Rottenburg (* um 1343; † um 1400): nachgewiesen ab ca. 1363 bis 1400; Hofmeister und Hauptmann an der Etsch; baute durch Erwerbungen, Pfarrerhebungen etc. die Stellung seiner Familie wesentlich aus; 1386 Stiftung für das Kloster Stams.[9]
- Heinrich VI. von Rottenburg (auch Heinrich der Letzte) (* ?; † 1411): durch die Rottenburger Fehde bekannt; mit ihm starb die Familie in männlicher Linie aus.